# Archaeolemuridae
Archaeolemuridae är en utdöd systematisk grupp i ordningen primater som förekom på Madagaskar. De sista individerna levde troligen för 1000 år sedan. Archaeolemuridae är nära släkt med indrier och räknas ofta som underfamilj till familjen Indriidae. Vad gäller kroppsbyggnaden och troligtvis även levnadssättet liknade dock babianer mera.
Primater i gruppen nådde troligen en vikt på mellan 15 och 25 kilogram. Skallens uppbyggnad liknar den hos indrier men var massivare och underkäken var robustare. Arternas övre framtänder var förstorade och liksom de undre framtänderna riktade framåt. De hade dessutom tre förstorade premolarer i varje käkhalva.
Extremiteterna var korta och kraftiga. På grund av anatomin som utvecklades konvergent med markattartade apor antas att de främst levde på marken.
Rester av Archaeolemuridae har hittats vid flera ställen på Madagaskar och uppskattas vara 1000 till 3000 år gamla. De dog troligen ut då människan anlände till ön för 1500 år sedan. Under samma period försvann flera stora primater från ön.
Archaeolemuridae bildas av två släkten som tillsammans innehåller tre arter:
- Släktet Archaeolemur med två arter, A. majori och A. edwardsi. De var antagligen allätare med frukter, frön och smådjur som föda.
- Släktet Hadropithecus med en enda art H. stenognathus. Den liknade till kroppsbyggnaden dagens gelada och levde troligtvis främst av gräs.